# Saint-Privat-de-Vallongue
Saint-Privat-de-Vallongue – miejscowość i gmina we Francji, w regionie Oksytania, w departamencie Lozère. W 2013 roku jej populacja wynosiła 264 mieszkańców. Na terenie gminy, w górach Montagne du Bougès, swoje źródła ma rzeka Mimente. Gmina położona jest na terenie Parku Narodowego Sewennów